# US-amerikanische Badmintonmeisterschaft 1950
Die US-amerikanische Badmintonmeisterschaft 1950 fand vom 6. bis zum 8. April 1950 in Baltimore statt. Es war die zehnte Auflage der nationalen Titelkämpfe im Badminton in den USA.

## Medaillengewinner
| Disziplin    | Gold                       | Silber                             | Bronze                          |
| ------------ | -------------------------- | ---------------------------------- | ------------------------------- |
| Herreneinzel | Marten Mendez              | Joe Alston                         | Clinton Stephens                |
| Herreneinzel | Marten Mendez              | Joe Alston                         | Wynn Rogers                     |
| Dameneinzel  | Ethel Marshall             | Thelma Scovil                      | Janet Wright                    |
| Dameneinzel  | Ethel Marshall             | Thelma Scovil                      | Patricia Stephens               |
| Herrendoppel | Barney McCay Wynn Rogers   | Clinton Stephens Bob Williams      | Joe Alston John Murphy          |
| Herrendoppel | Barney McCay Wynn Rogers   | Clinton Stephens Bob Williams      | Irl Madden Dick Mitchell        |
| Damendoppel  | Thelma Scovil Janet Wright | Zoe Yeager Patricia Stephens       | Ethel Marshall Beatrice Massman |
| Damendoppel  | Thelma Scovil Janet Wright | Zoe Yeager Patricia Stephens       | Elizabeth Anselm Dorothy Hann   |
| Mixed        | Wynn Rogers Loma Smith     | Clinton Stephens Patricia Stephens | Irl Madden Mildred Jude         |
| Mixed        | Wynn Rogers Loma Smith     | Clinton Stephens Patricia Stephens | Wayne Schell Helen Gibson       |